# Nuno Saraiva
Nuno Jorge de Avelar Teixeira Saraiva, mais conhecido por Nuno Saraiva (Lisboa, 27 de Agosto de 1969), é um ilustrador, autor de banda desenhada e professor português .

## Biografia
Frequentou o Curso Superior de Design de Comunicação do IADE; Curso de Design na Faculdade de Belas Artes de Lisboa e Curso de Pintura na Faculdade de Belas Artes de Lisboa. É artista residente no atelier The Lisbon Studio.
Colaborador em praticamente toda a imprensa escrita portuguesa, com destaque para os semanários Independente, Expresso, Sol, Record, jornal Público e TimeOut Lisboa. Segundo João Paulo Cotrim, o seu biógrafo não autorizado, "leva demasiado a sério o não se levar a sério".

## Carreira

### Banda desenhada
Com Júlio Pinto, concebeu a série Filosofia de Ponta, publicada em O Independente e depois reunida em três volumes (Editora Contemporânea, 1995, 1996 e 1997 e Circulo de Leitores, 1997). Da colaboração entre os dois autores surgiram também os álbuns Arnaldo, o pós-cataléptico (Editora Contemporânea, 1999) e Guarda Abília (Editora Contemporânea, 2000);
Em nome próprio, Saraiva publicou obras como Os Dias de Bartolomeu (Asa, 1989), Zé Inocêncio, As aventuras extra ordinárias de um falo barato (Baleia Azul, 1997), Body & Soul (Bedeteca de Lisboa, 2001) ou GNR, série pop-rock português (TugaLand 2012);
No universo do voluntariado é membro da Associação Renovar a Mouraria, em cujo jornal, Rosa Maria, publica a série em bd “A vida em rosa”;
Actualmente publica na revista do jornal Sol a banda desenhada "Tudo isto é Fado!", numa co-produção com a CML/EGEAC e o Museu do Fado.

### Ilustração editorial
Assinou várias capas para a editora Leya; e ilustra regularmente no suplemento Ipsílon do Público. É com uma capa para este suplemento que acaba reconhecido pelo prestigiado Prémio Stuart/El Corte Inglés de 2010 na categoria de melhor Ilustração Editorial.
Em 2009 ilustrou a Sardinha das festas de Lisboa (Egeac, CML). Para as Festas de Lisboa de 2014, foi o autor da imagem do programa e artista convidado para criação de caligrafia da exposição “Que Sardinha és tu?” na galeria do Grupo Millenium/BCP, a convite da EGEAC.
Colaborou com seis desenhos para o aclamado filme "Fados", a mais recente obra do do realizador espanhol Carlos Saura; no mesmo tipo de adereços participou também na peça "Fado - História de Um Povo", de Filipe La Féria, em cena no Salão Preto e Prata do Casino Estoril.
A convite do CNC - Centro Nacional de Cultura, com Guilherme d'Oliveira Martins, prepara para 2015 um livro desenhado sobre o Barroco Mineiro, no âmbito da embaixada cultural "Brasil Barroco, Brasil de Sempre".
Recentemente no campo editorial publicou com João Miguel Tavares "A Crise explicada às crianças" (Esfera dos Livros) com recente versão Grega (Patakis Publications); foi autor, com Paula Cardoso, da colecção de cromos da caderneta "Eusébio - a vida e a carreira"; ilustrou o livro "Caríssimas 40 canções - Sérgio Godinho e as canções dos outros" (edições Abysmo); ilustrou o conteúdo do jogo de tabuleiro "Vem aí a Troika" com versões em português (Tabletip Games), espanhol (Devir Ibéria) e grego (CDC); "Isto é um Assalto" com Francisco Louçã e Mariana Mortágua (editora Bertrand), “Aníbal Milhais - o soldado Milhões”, texto de José Jorge Letria (Editora Pato Lógico), "O Homem que era Salazar" (Planeta Manuscrito) e "Crónicas de Lisboa" com Ferreira Fernandes, da editora ASA em 2023. 

### Arte urbana
Ilustrador com um traço inconfundível, apresenta vários trabalhos na cidade de Lisboa: 
- Escadinhas de São Cristóvão, Mouraria, 2013[2];
- Cavaleiros do Correio-Mor, Mouraria, 2015;
- História de Lisboa, Alfama, 2016;
- Filigrana, Largo de S. Carlos, 2018;
- Mandela, Campo Grande, 2018;
- Divas, Pensão Amor, 2023
- Paraíso, Rua de S. Paulo, 2023

### Workshops
É docente de vários workshops nos cursos de ilustração e banda desenhada na escola Ar.Co - centro de arte e comunicação visual, entre os quais cartoon politico e onde recentemente introduziu o primeiro workshop de banda desenhada erótica em Portugal; na escola MArt - espaço de projecto, aprendizagem e experimentação artística, organiza os cursos de ilustração e Banda desenhada.

### Exposições
Sobre presenças e colaborações exteriores, esteve representado, entre outras, nas exposições:
"Perdus dans l'Océan", Festival internacional de BD de Angoulême, 1998;
“I Festival internacional de humor e quadrinhos de Pernambuco”, Recife, Brasil, 1999;
"Para lá dos Olivais", Forum Cap Mag, Paris, 1999;
"Le Portugal et la BD", Bruxelles, Centre Belge de la Bande Dessinée, 2000;
"Jogo da Glória- O século XX malvisto pelo desenho de humor", palácio da cidadela de Cascais, Museu da Presidencia da República, 2010;
"Tinta Nos Nervos", no Museu Colecção Berardo, 2011;
"10 anos, 10 ilustradores" no museu da marioneta, Lisboa, 2012;
"Ecos do Fado na Arte Portuguesa Séculos XIX-XXI", Sala do Risco, Pátio da Galé na Praça do Comércio, Lisboa, 2012;
“ABECEDÁRIO – 40 anos do Ar.Co”, Museu Nacional de Arte Contemporânea – Museu do Chiado e o Ar.Co, 2014.

#### Coordenações exteriores
Colectivo “Para lá dos Olivais”, editado pela Bedeteca de Lisboa, 1998;
Coordenou a edição no “Público” do projecto colectivo “Vinte Cinco”, patrocinado pela comissão oficial das comemorações do 25 de Abril, com o alto patrocínio da presidência da república;
colectivo alunos Ar.Co na "A Mouraria em ilustração de volume para o evento "NOOR-Mouraria Night Walk", ginjinha da mouraria, 2013.